# Eulasia kuschakewitschi
Eulasia kuschakewitschi is een keversoort uit de familie Glaphyridae. De wetenschappelijke naam van de soort is voor het eerst geldig gepubliceerd in 1870 door Ballion.